# Leonardo Savioli
Leonardo Savioli (Firenze, 30 marzo 1917 – Firenze, 11 maggio 1982) è stato un architetto e pittore italiano.

## Biografia
Leonardo Savioli nacque a Firenze nel 1917. Nel 1935 conseguì la maturità classica e si iscrisse alla facoltà di architettura dell'università di Firenze.
Nel 1941 si laureò discutendo la tesi con Giovanni Michelucci, fu tra i maggiori esponenti della cosiddetta "scuola toscana" fin dalla sua collaborazione con Giuseppe Giorgio Gori e Leonardo Ricci. Dalla loro collaborazione nacque una delle opere più importanti dell'architettura italiana del secondo dopoguerra: il mercato dei fiori di Pescia del 1948, che gli frutterà il primo premio della II Biennale del Museo d'arte di San Paolo del 1953.
Negli anni della Ricostruzione progettò ponti e piani regolatori, fra cui quello di Firenze (1949-1951).
Nel 1950 si sposò con la coetanea Flora Wiechmann.
In seguito si dedicò sempre con maggior attenzione a realizzare edifici che si caratterizzano per la grande attenzione con cui si inseriscono nell'ambiente.
Allestì varie mostre di indirizzo architettonico tra le quali si ricordano:
- La mostra su Le Corbusier organizzata tra il 1962 e il 1963 nel Palazzo Strozzi di Firenze
- La mostra Firenze ai tempi di Dante organizzata presso la Certosa del Galluzzo.
- Le due antologiche nel Palazzo dei Diamanti a Ferrara (1975) e nella Sala di Sant'Ignazio ad Arezzo (1976).[2]
- La mostra Leonardo Savioli grafico e architetto a Faenza (1982), riproposta a Roma, a Palazzo Taverna, su invito di Bruno Zevi.[2]

Leonardo Savioli morì a Firenze nel 1982. È sepolto al Cimitero degli Allori. Numerose le mostre postume, in Italia e all'estero, fra il 1995 e il 2004.

## Regesto delle opere
- 1944-1949 - Numerosi concorsi nazionali e internazionali in collaborazione con Giuseppe Giorgio Gori e Leonardo Ricci, classificandosi quasi sempre fra i primi posti
- 1948-1959 - Numerosi concorsi nazionali e internazionali in collaborazione con Danilo Santi
- 1951-1953 - vari edifici di edilizia residenziale a Firenze, in collaborazione con Danilo Santi
- 1948-1951 - Mercato dei Fiori a Pescia (con Leonardo Ricci, Giuseppe Giorgio Gori)
- 1949-1951 - Piano Regolatore Generale del Comune di Firenze (con Lando Bartoli, Edoardo Detti, Sirio Pastorini, Giuseppe Sagrestani)
- 1950-1952 - Casa Savioli, presso la certosa del Galluzzo, Firenze
- 1954      - Villa Torelli a Bellosguardo, Firenze, in collaborazione con Danilo Santi
- 1956-1958 - Piano Regolatore Generale del Comune di Prato (con T. Gatti) e del Comune di Montemurlo (con Danilo Santi)
- 1957-1962 - Piano urbanistico e progettazione edilizia per Sorgane a Firenze
- 1959-1961 - edifici per appartamenti, ville, Mercato coperto, Piano Regolatore Generale e Piano Particolareggiato di Pomarance, Pisa, campanile della chiesa di San Piero ad Agliana, Pistoia.
- 1962-1963 - sette progetti di edifici a Sorgane, Firenze, con la collaborazione di Marco Dezzi Bardeschi, V. Giorgini, F. Gori, Danilo Santi
- 1963      - Villa Ghiandaia a Firenze, in collaborazione con Danilo Santi
- 1962-1964 - Villa Sandroni ad Arezzo, in collaborazione con Danilo Santi
- 1964      - Villa Taddei a San Domenico a Firenze (in collaborazione con Danilo Santi e S.Fabbri)
- 1964-1967 - Edificio ad appartamenti in via Piagentina a Firenze (con Danilo Santi)
- 1965-1972 - Villa Bayon a San Gaggio, Firenze
- 1967      - Ponte Giovanni da Verrazzano sull'Arno a Firenze (con C. Damerini, V. Scalasse)
- 1968-1970 - Studio Savioli davanti a villa Savioli
- 1969-1975  - VILLA via delle Covacchia Firenze (con Danilo Santi)
- 1972-1975 - vari progetti per edifici a Firenze, con Danilo Santi e altri collaboratori
- 1977-1979 - concorsi nazionali per il Centro Direzionale a Firenze e per la Facoltà di Scienze, Fisiche, Matematiche e Naturali a Pisa (con A. Breschi, P. Galli, Danilo Santi, W. Saraceni ed altri)
- 1980  - edifici di edilizia sovvenzionata a Pistoia (con A. Breschi, P. Galli, Danilo Santi, W. Saraceni)

## Mostre ed esposizioni a lui dedicate
- Mostra della Ricostruzione, Roma, 1950
- Mostra di artisti italiani in Germania, 1951
- Esposizione internazionale di Architettura, San Paolo del Brasile, 1953
- Esposizione internazionale di Architettura, San Paolo del Brasile, 1955
- XI Triennale, Milano, 1957
- Mostra di Architettura dei premi IN/ARCH-Dòmosic, Roma, 1963
- Aspetti dell'arte Contemporanea, L'Aquila, 1963
- Italia 1965, Tokyo, 1966
- Prima mostra triennale di architettura itinerante, 1965-1966
- Mostra antologica al Palazzo dei Diamanti, Ferrara, 1975
- L'Architettura fiorentina nei plastici antichi e moderni, Firenze, 1985

## Archivio
Il fondo Leonardo Savioli è conservato presso l'Archivio di Stato di Firenze.